# 訃報 1994年12月
訃報 1994年12月（ふほう 1994ねん12がつ）では、1994年（平成6年）12月中に物故した、又は物故が報じられた人物についてまとめる。

## （1日 - 15日）

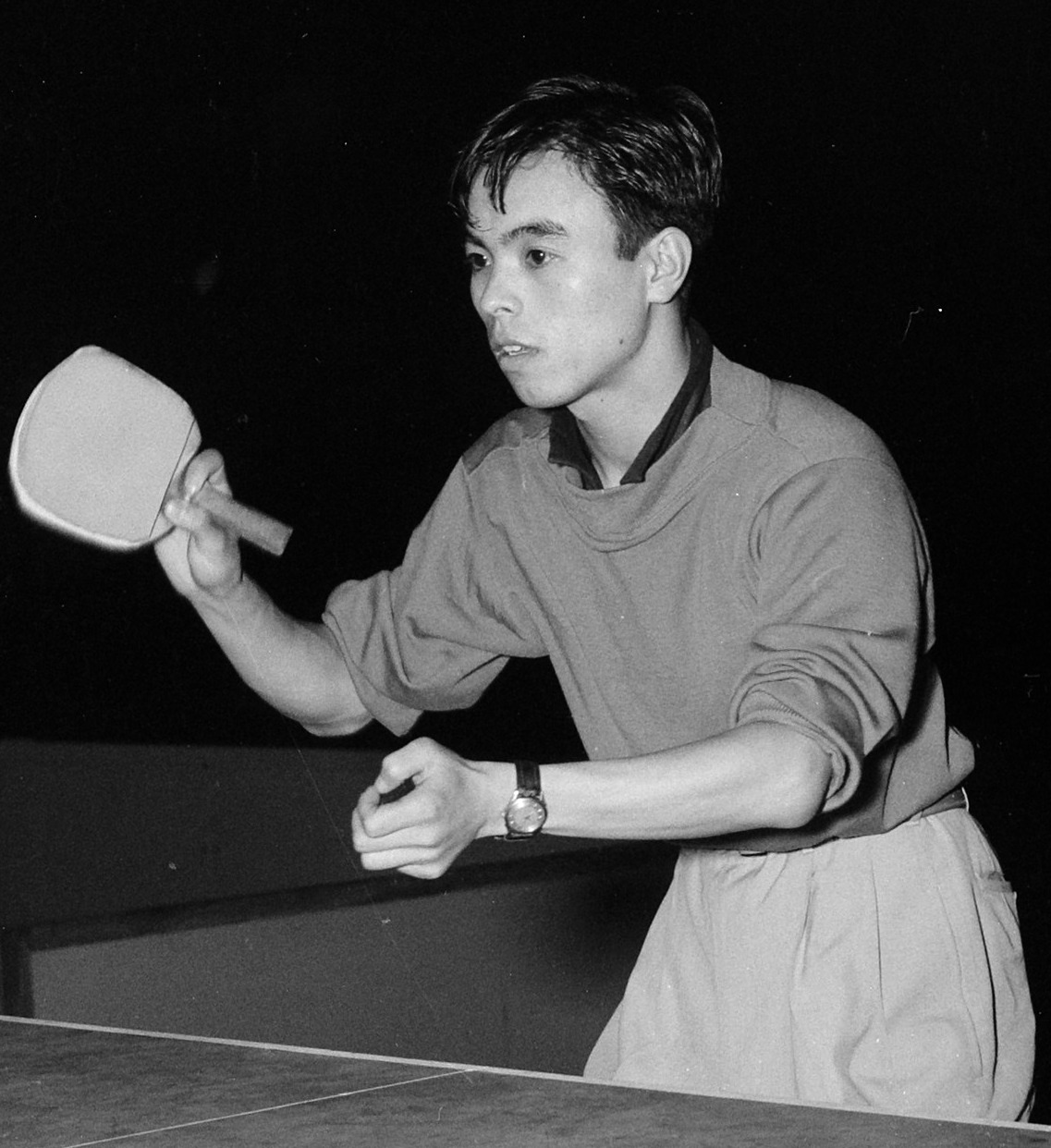
荻村伊智朗 / 12月4日没

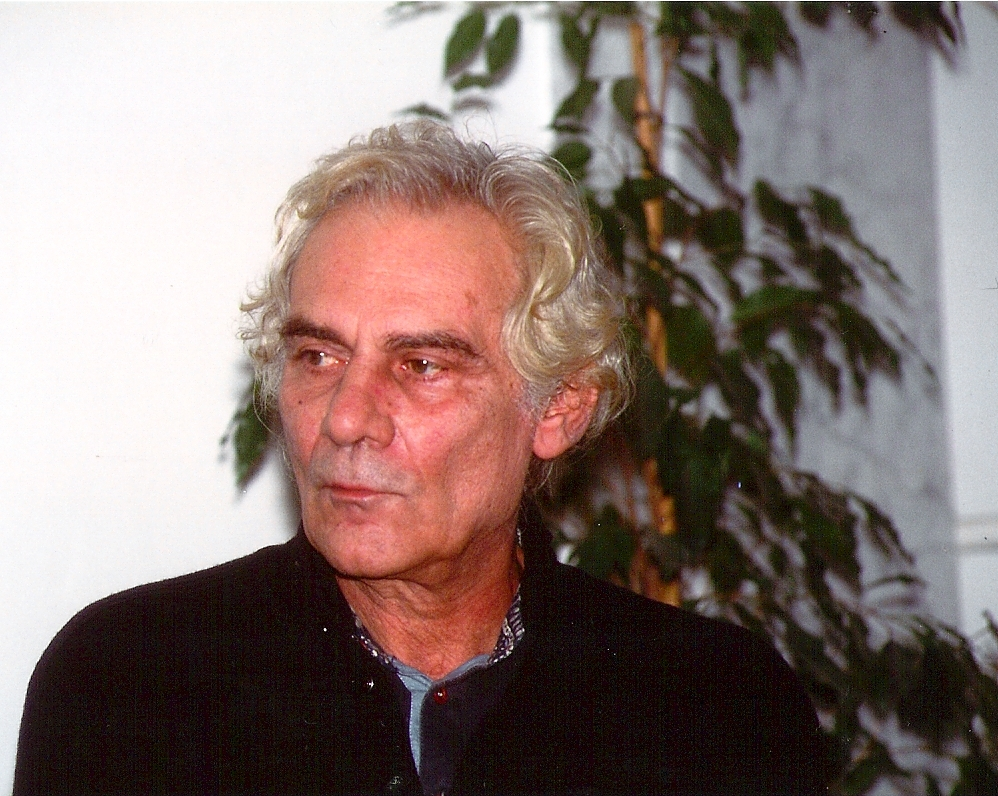
ジャン・マリア・ヴォロンテ / 12月6日没

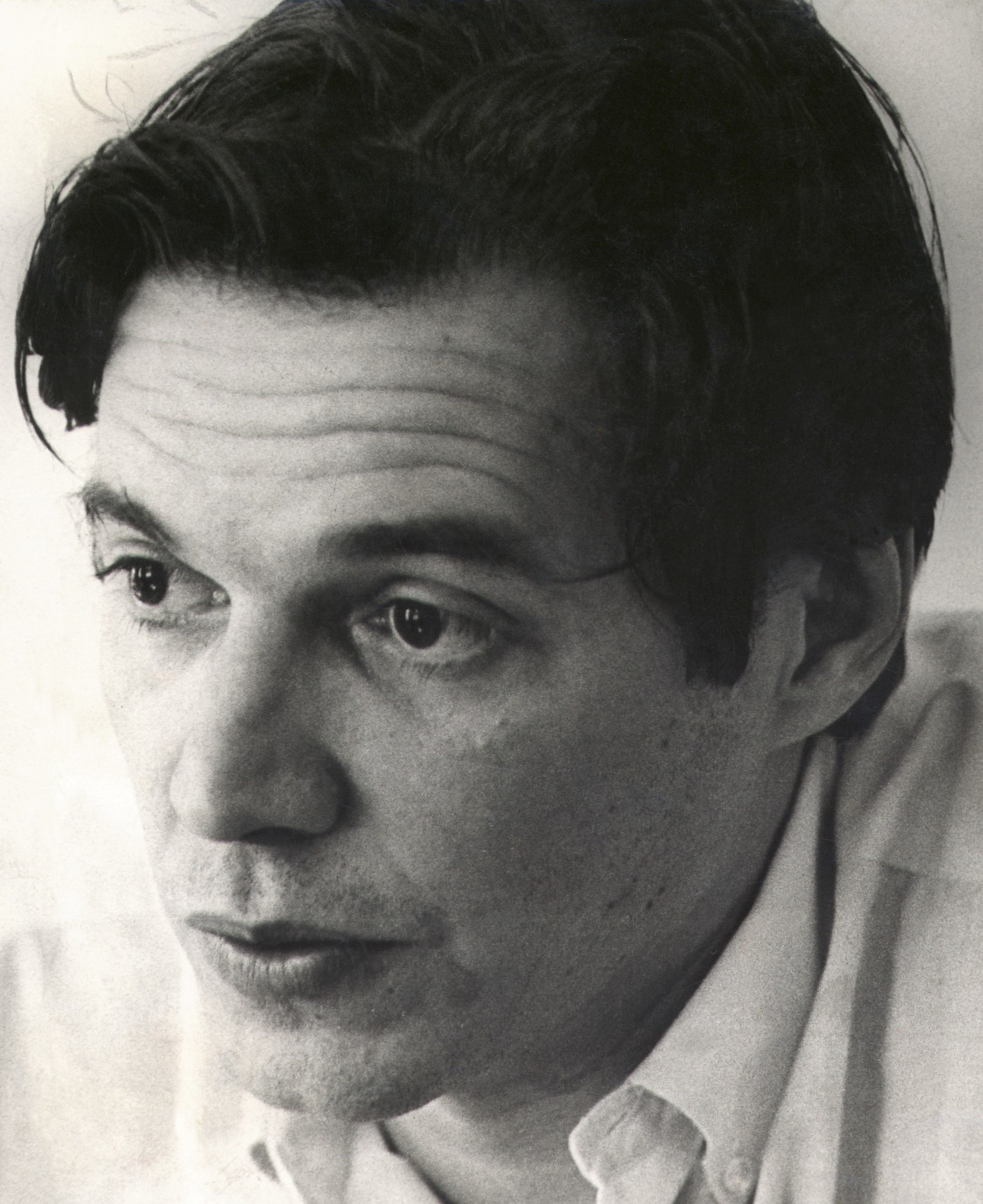
アントニオ・カルロス・ジョビン / 12月8日没

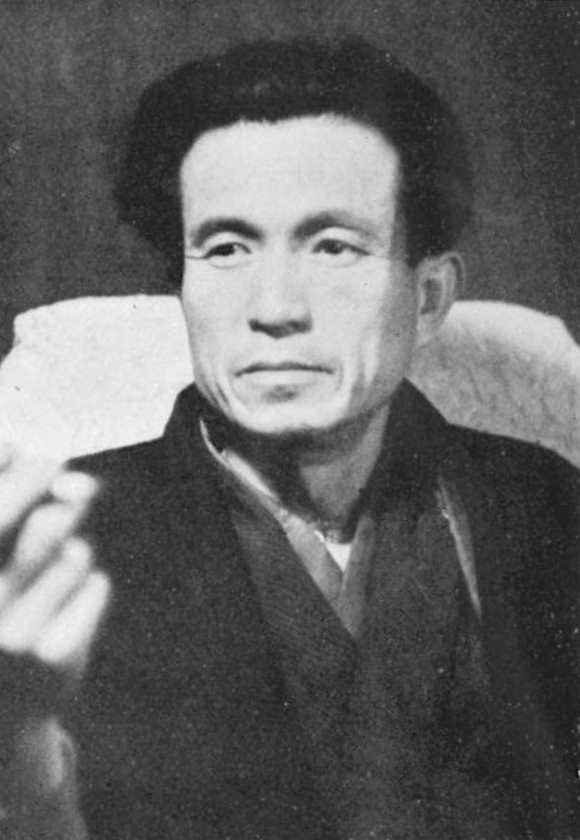
中河与一 / 12月12日没

- 12月1日 - ヘレン・マクロイ、推理作家（* 1904年）
- 12月4日 - 荻村伊智朗、卓球選手・指導者（* 1932年）
- 12月6日 - ジャン・マリア・ヴォロンテ、俳優 (* 1933年)
- 12月8日 - アントニオ・カルロス・ジョビン、音楽家（* 1927年）
- 12月9日 - 坂口謹一郎、応用微生物学者・東大農学部部長（* 1897年）
- 12月9日 - 小林哲子、女優 (* 1941年)
- 12月11日 - レオナルド熊、コメディアン （* 1935年）
- 12月12日 - 中河与一、小説家・歌人 （* 1897年）
- 12月15日 - 松園尚巳、実業家、ヤクルトスワローズの初代オーナー (* 1922年)

## （16日 - 31日）

細川隆元 / 12月19日没

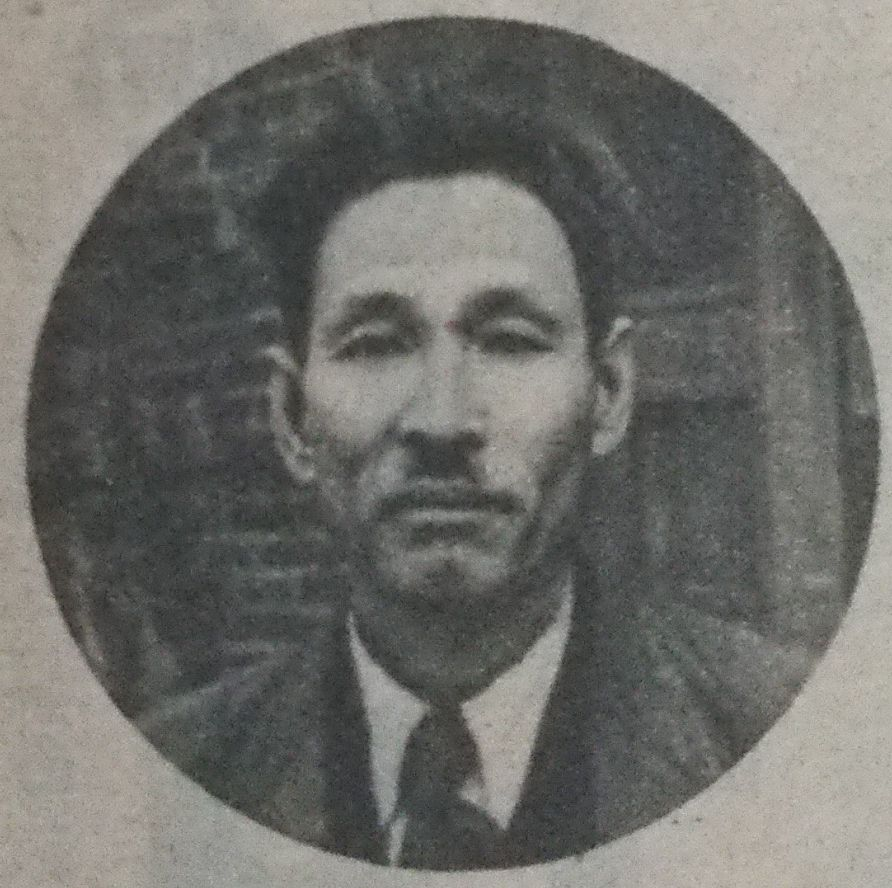
曽宮一念 / 12月21日没

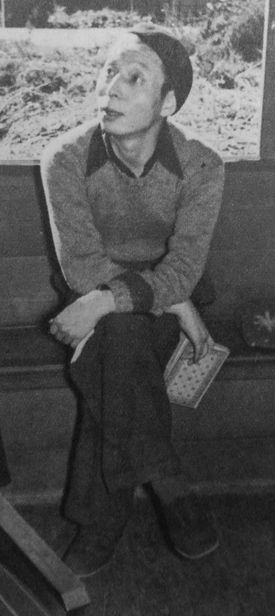
千田是也 / 12月21日没

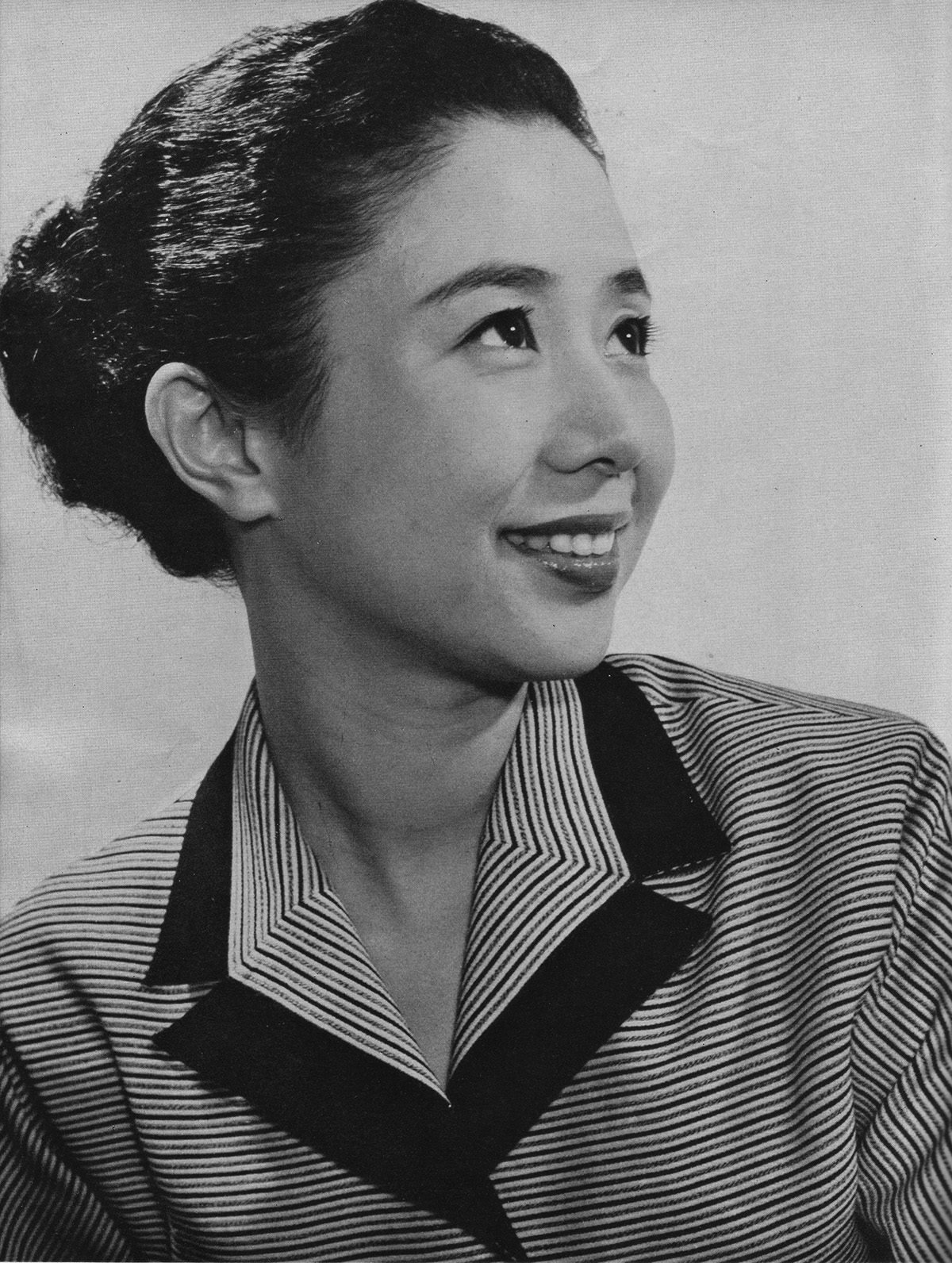
乙羽信子 / 12月22日没

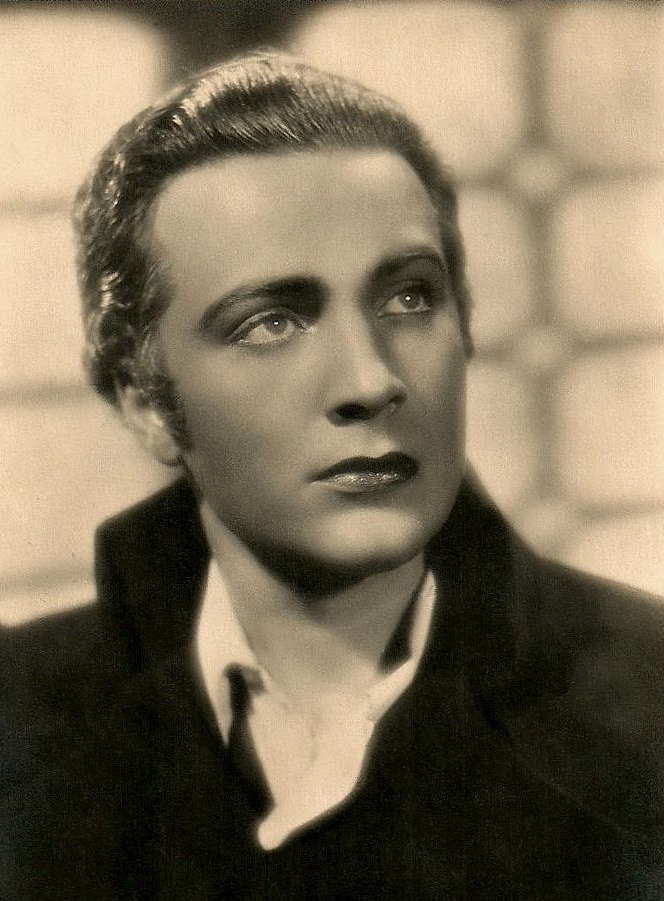
ロッサノ・ブラッツィ / 12月24日没

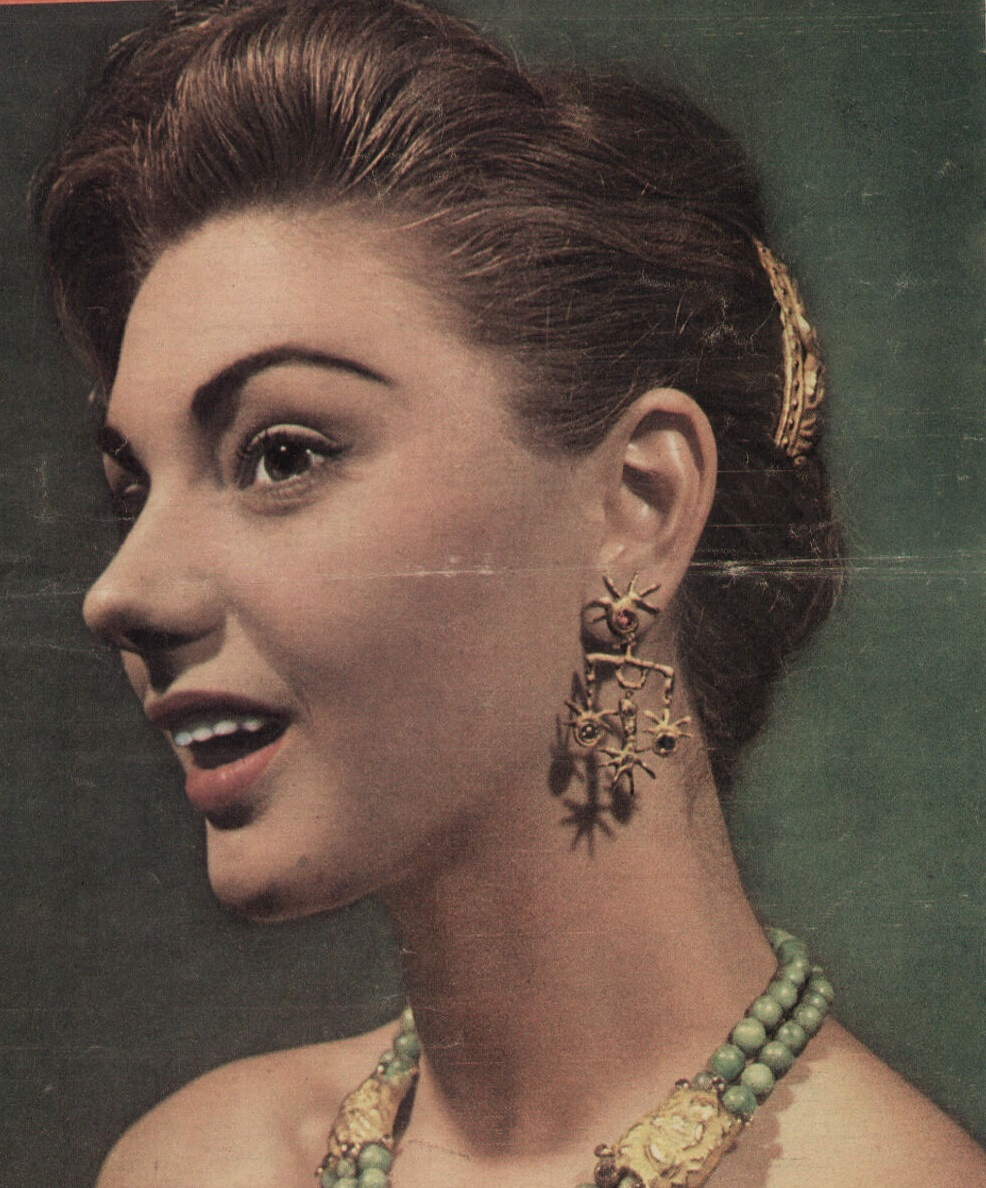
シルヴァ・コシナ / 12月26日没

- 12月19日 - 細川隆元、政治評論家（* 1900年）
- 12月21日 - 曽宮一念、洋画家、随筆家 (* 1893年)
- 12月21日 - 千田是也[1]、演出家・俳優（* 1904年）
- 12月22日 - 乙羽信子、女優（* 1924年）
- 12月23日 - 大宮悌二、俳優、声優 (* 1928年)
- 12月24日 - 清水雅、阪急百貨店代表取締役会長・東宝代表取締役相談役 (* 1901年)
- 12月24日 - ロッサノ・ブラッツィ、俳優 (* 1916年)
- 12月26日 - シルヴァ・コシナ、女優 (* 1933年)
- 12月27日 - 駒田信二、作家・文芸評論家（* 1914年）
- 12月30日 - 巖金四郎、俳優・声優・朗読家 (* 1911年)
- 12月31日 - 多岐川恭、小説家 (* 1920年)